# Richard Rush
Pour les articles homonymes, voir Rush et Richard Rush (homonymie).
Richard Rush est un réalisateur, producteur et scénariste américain né le 15 avril 1929 à New York, et mort le 8 avril 2021 à Los Angeles.

## Filmographie

### Comme réalisateur
- 1960 : Les Jeunes Amants (Too Soon to Love)
- 1963 : Le Jardin de mes amours (en) (Of Love and Desire)
- 1967 : Monsieur Dague, à votre service (en) (A Man Called Dagger)
- 1967 : Thunder Alley
- 1967 : Le Retour des anges de l'enfer (Hells Angels on Wheels)
- 1967 : El dedo del destino (en)
- 1968 : Un monde psychédélique (Psych-Out)
- 1968 : Les Sept Sauvages (The Savage Seven)
- 1970 : Campus ou CQFD (Getting Straight)
- 1974 : Les Anges gardiens (Freebie and the Bean)
- 1980 : Le Diable en boîte (The Stunt Man)
- 1994 : Color of Night
- 2000 : The Sinister Saga of Making 'The Stunt Man' (vidéo)

### Comme producteur
- 1960 : Les Jeunes Amants (Too Soon to Love)
- 1967 : Monsieur Dague, à votre service (en) (A Man Called Dagger)
- 1970 : Campus (Getting Straight)
- 1974 : Les Anges gardiens (Freebie and the Bean)
- 1980 : Le Diable en boîte (The Stunt Man)
- 2000 : The Sinister Saga of Making 'The Stunt Man' (vidéo)

### Comme scénariste
- 1960 : Les Jeunes Amants (Too Soon to Love)
- 1963 : Le Jardin de mes amours (en) (Of Love and Desire)
- 1980 : Le Diable en boîte (The Stunt Man)
- 1990 : Air America
- 2000 : The Sinister Saga of Making 'The Stunt Man' (vidéo)